# Damjan Sitar
Damjan Sitar, slovenski atlet, * 17. avgust 1981, Maribor.
Sitar je za Slovenijo nastopil na Poletnih olimpijskih igrah 2008 v Pekingu, kjer je v deseteroboju osvojil 23. mesto. 